# Cefbuperazona
Cefbuperazona (INN) es un antibiótico de Cefalosporina de segunda generación.